# Baksi-puszta
Baksi-puszta este o arie protejată (arie specială de conservare — SAC, sit de importanță comunitară — SCI) din Ungaria întinsă pe o suprafață de 4.875,17 ha, integral pe uscat.

## Localizare
Centrul sitului Baksi-puszta este situat la coordonatele 46°33′27″N 20°03′05″E / 46.5575°N 20.051389°E.

## Înființare
Situl Baksi-puszta a fost declarat sit de importanță comunitară în mai 2004 pentru a proteja 2 specii de plante și 8 specii de animale. Situl a fost protejat și ca arie specială de conservare în februarie 2010.

## Biodiversitate
Situată în ecoregiunea panonică, aria protejată conține 2 habitate naturale: Stepe și mlaștini sărate panonice, Pajiști stepice panonice pe loess.
La baza desemnării sitului se află mai multe specii protejate:
- plante (2): Cirsium brachycephalum, Colchicum arenarium
- amfibieni (2): buhai de baltă cu burta roșie (Bombina bombina), triton cu creastă dobrogean (Triturus dobrogicus)
- mamifere (2): vidră de râu (Lutra lutra), dihor de stepă (Mustela eversmanii)
- nevertebrate (1): fluturele purpuriu (Lycaena dispar)
- pești (2): zvârluga (Cobitis taenia), țipar (Misgurnus fossilis)
- reptile (1): țestoasa de baltă (Emys orbicularis)

Pe lângă speciile protejate, pe teritoriul sitului au mai fost identificate 11 specii de plante, 5 specii de amfibieni, 7 specii de mamifere, 4 specii de reptile.